# Халасиньская-Мацуков, Катажина
Катажина Халасиньска-Мацуков (пол. Katarzyna Chałasińska-Macukow; род. 20 марта 1946, Лодзь, Лодзинское воеводство) — польский физик и профессор Варшавского университета. В 2005 и 2008 годах была избрана на пост ректора Варшавского университета.
Член и с 2008 года председатель Научного совета в Collegium Invisibile.

## Жизнь и образование
Катажина — дочь Юзефа Халасинского, польского социолога, и сестра Гжегожа Халасинского, польского химика. Выпускница варшавской IX средней школы Клементины Гофмановой. В 1970 году, после окончания магистратуры физического факультета Варшавского университета, она в течение 4 лет работала в Институте физики Варшавского политехнического университета. Далее Катажина вернулась в Варшавский университет, где до 1980 года работала в Институте экспериментальной физики, а в 1979 году получила докторскую степень. С 1980 года работает в Институте геофизики. В 1988 году она получила постоянную должность в области физических наук. В 1992 году она стала доцентом, а в 1997 году — профессором. 20 ноября 1997 года решением Президента Польши ей была присвоена учёная степень профессора. В 1982—1983 годах она также была доцентом в Университете Лаваля, Квебек, Канада.
Помимо научной и педагогической деятельности, Катажина участвует в культурном развитии академических кругов, являясь покровительницей Театра гибридов Вашингтонского университета и Академического театра Вашингтонского университета.
В 2011 году Катажина была награждена Офицерским крестом Ордена Возрождения Польши.

## Руководящие должности и членство
Катажина занимала ряд руководящих должностей в Варшавском университете. Она была заместителем декана (1995—1996) и была избрана деканом физического факультета (1996—2002). В 2002 году была назначена проректором по финансам и кадровой политике. В 2005 году она была избрана на пост ректора Варшавского университета. В 2008 году она была избрана на второй четырёхлетний срок.
Катажина также член Польского физического общества. В 2001—2003 годах она занимала должности вице-президента, а в 2014—2017 годах — президента.
Она является ассоциированным членом Варшавского научного общества, а также членом Collegium Invisibile и председателем (с 2008 г.) Научного совета.

## Научный интерес
В 2020-е годы Катажина работает на кафедре информационной оптики Института геофизики Варшавского университета. Её научные интересы охватывают голографию, оптическую и гибридную обработку информации, методы корреляции, распознавание и классификацию изображений, приложения фотоники в информационных технологиях.